# Festivalul Internațional de Televiziune Golden Chest
Festivalul Internațional de Televiziune Golden Chest este un festival internațional de producții de televiziune din Plovdiv, Bulgaria.
Prima ediție a avut loc în anul 1968. După revoluțiile din 1989, au avut loc ediții în anii 2001, 2003, 2004, 2007 și 2008, fiind anunțată și o ediție în 2011

## Premii
- 1995[3]

Cel mai bun actor - Paul Popplewell (Screen Two, serial TV)
- 2001[4]

Premiul cel mare - Писмо до Америка (Pismo do Amerika, Scrisoare către America)
- 2003[5]

Premiul cel mare - Pod edno nebe
- 2004[6]

Premiul pentru cea mai bună muzică originală - Franco Piersanti (La fuga degli innocenti)
Premiul special al juriului - La fuga degli innocenti
- 2007[7]

Premiul cel mare - Magna Aura
Premiul pentru cel mai bun scenariu - Michael Müller (Isabella)
- 2008[8]

Premiul special al juriului - Javor Gardev (Dzift)
Premiul pentru imagine - Emil Hristow (Dzift)